# Kroatische Supercup
De Kroatische Supercup is de openingswedstrijd van het Kroatische voetbalseizoen.
In deze wedstrijd spelen de landskampioen en de bekerwinnaar tegen elkaar. De Supercup wordt sinds 1992 georganiseerd. Als zowel de landstitel als de beker door dezelfde ploeg gewonnen zijn vindt de Supercup niet plaats. In 1993 en 1994 werd de Supercup uitgevochten in een heen- en een terugwedstrijd, sinds 2002 in een enkele wedstrijd.
Sinds 2002 wordt de wedstrijd altijd georganiseerd door de club die de landstitel won, met uitzondering van 2002, toen NK Zagreb regerend kampioen was maar ervoor koos de wedstrijd door bekerwinnaar Dinamo Zagreb te laten organiseren. NK Zagreb moest voor zijn Champions League-kwalificatiewedstrijd tegen Zalaegerszegi TE immers uitwijken naar het Maksimirstadion, en zo had het voor aanvang van de Europese wedstrijd nog eens in dat stadion gespeeld.

## Edities
| Jaar | Winnaar       | Uitslag    | Finalist          | Opmerking                                                                               |
| ---- | ------------- | ---------- | ----------------- | --------------------------------------------------------------------------------------- |
| 1992 | Hajduk Split  | 0–0        | NK Inter Zaprešić | Hajduk Split wint de strafschoppenreeks met 3–1                                         |
| 1993 | Hajduk Split  | 4–4, 0–0   | Croatia Zagreb    | Hajduk Split wint op basis van uitdoelpunten                                            |
| 1994 | Hajduk Split  | 1–0, 0–1   | Croatia Zagreb    | Hajduk Split wint de strafschoppenreeks met 4–3                                         |
| 1995 |               |            |                   | Niet gehouden, Hajduk Split landskampioen en bekerwinnaar                               |
| 1996 |               |            |                   | Niet gehouden, Croatia Zagreb landskampioen en bekerwinnaar                             |
| 1997 |               |            |                   | Niet gehouden, Croatia Zagreb landskampioen en bekerwinnaar                             |
| 1998 |               |            |                   | Niet gehouden, Croatia Zagreb landskampioen en bekerwinnaar                             |
| 1999 |               |            |                   | Niet gespeeld, NK Osijek weigerde te spelen omdat de wedstrijd niet in hun schema paste |
| 2000 |               |            |                   | Niet gespeeld, Hajduk Split en Dinamo Zagreb raakten het niet eens over de formule      |
| 2001 |               |            |                   | Niet gespeeld, Hajduk Split en Dinamo Zagreb raakten het niet eens over de formule      |
| 2002 | Dinamo Zagreb | 3–2 (n.v.) | NK Zagreb         |                                                                                         |
| 2003 | Dinamo Zagreb | 4–1        | Hajduk Split      |                                                                                         |
| 2004 | Hajduk Split  | 1–0        | Dinamo Zagreb     |                                                                                         |
| 2005 | Hajduk Split  | 1–0 (n.v.) | HNK Rijeka        |                                                                                         |
| 2006 | Dinamo Zagreb | 4–1        | HNK Rijeka        |                                                                                         |
| 2007 |               |            |                   | Niet gehouden, Dinamo Zagreb landskampioen en bekerwinnaar                              |
| 2008 |               |            |                   | Niet gehouden, Dinamo Zagreb landskampioen en bekerwinnaar                              |
| 2009 |               |            |                   | Niet gehouden, Dinamo Zagreb landskampioen en bekerwinnaar                              |
| 2010 | Dinamo Zagreb | 1–0        | Hajduk Split      |                                                                                         |
| 2011 |               |            |                   | Niet gehouden, Dinamo Zagreb landskampioen en bekerwinnaar                              |
| 2012 |               |            |                   | Niet gehouden, Dinamo Zagreb landskampioen en bekerwinnaar                              |
| 2013 | Dinamo Zagreb | 1–1        | Hajduk Split      | Dinamo Zagreb wint de strafschoppenreeks met 4–1                                        |
| 2014 | HNK Rijeka    | 2–1        | Dinamo Zagreb     |                                                                                         |
| 2015 |               |            |                   | Niet gehouden, Dinamo Zagreb landskampioen en bekerwinnaar                              |
| 2016 |               |            |                   | Niet gehouden, Dinamo Zagreb landskampioen en bekerwinnaar                              |
| 2017 |               |            |                   | Niet gehouden, HNK Rijeka landskampioen en bekerwinnaar                                 |
| 2018 |               |            |                   | Niet gehouden, Dinamo Zagreb landskampioen en bekerwinnaar                              |
| 2019 | Dinamo Zagreb | 1-0        | HNK Rijeka        |                                                                                         |
| 2021 |               |            |                   | Niet gehouden, Dinamo Zagreb landskampioen en bekerwinnaar                              |
| 2022 | Dinamo Zagreb | 0-0        | Hajduk Split      | Dinamo Zagreb wint de strafschoppenreeks met 4–1                                        |